# 디앤에이모터스
디앤에이모터스(DNA Motors)는 대한민국의 모터사이클 제조 회사이다.

## 역사
대림그룹(현 DL그룹) 계열사였던 대림오토바이가 2018년 분할하여 독립하였고 2021년 디앤에이모터스로 사명을 변경하였다.

## 제품

### 스쿠터
- 델피노
- 수퍼리드
- 윙크
- 택트
- 메시지
- 포르테
- 네오포르테
- 프리윙 시리즈
  - 프리윙125
  - 프리윙250
- 비본
- 보니따
- 베스비
- Q2
- Q3

### 모페드
- 핸디

### 비즈니스 바이크[1]
- 시티 시리즈
  - 시티100
  - 시티 플러스
  - 시티 에이스110
  - 시티 에이스II
- DH88

### 매뉴얼 모터사이클
- 데이스타
- 로드윈 비즈니스
- 마그마
- 알티노
- 어드밴스
- VF125
- VJF 시리즈
  - 로드윈 VJF-I
  - VJF250
- VR125
- VS125
- 펀치
- GLX125
- VT250F

### ATV
- 올코트 시리즈

### 기아산업 및 기아기연 생산(1982년이전 생산)
- 기아혼다 C100
- 기아혼다 C50
- 기아혼다 CD50
- 기아혼다 S90
- 기아혼다 CL90
- 기아혼다 KM90
- 기아혼다 CG125
- 기아혼다 GL125
- 기아혼다 CB250
- 기아 보라매